# Rory Byrne
Pour les articles homonymes, voir Byrne.
Rory Byrne (né le 10 janvier 1944 à Pretoria) est un ingénieur sud-africain. Présent en Formule 1 depuis 1981, il a conçu toutes les monoplaces avec lesquelles Michael Schumacher est devenu champion du monde, chez Benetton puis chez Ferrari. En semi-retraite depuis fin 2004, Byrne collabore toujours avec la Scuderia Ferrari, en qualité de consultant technique.

## Biographie
Diplômé de l'université de Witwatersrand à Johannesburg en 1965, Rory Byrne commence sa carrière en sport automobile à la fin des années 1960 en concevant des monoplaces qu'il engage dans des épreuves en Afrique du Sud. Parti poursuivre sa carrière en Angleterre à partir de 1972, il fait la rencontre en 1977 de l'entrepreneur Ted Toleman, qui engage alors une écurie en Formule 2, et lui confie le poste de directeur technique. Sous l'impulsion de Byrne, les Toleman obtiennent de bons résultats, ce qui incite Ted Toleman à tenter l'aventure de la Formule 1 à partir de 1981. Malgré des moyens financiers limités, les Toleman de Byrne réalisent quelques coups d'éclat (citons notamment la 2e place d'Ayrton Senna au GP de Monaco 1984) qui assoient sa réputation dans le milieu.
À l'issue de la saison 1985, Toleman est racheté par Benetton, ce qui se traduit par un budget à la hausse et un partenariat avec le motoriste allemand BMW. Aidée par ses pneus Pirelli, la Benetton B186 remporte aux mains de Gerhard Berger le GP du Mexique en 1986. C'est la première victoire en F1 d'une monoplace conçue par Byrne. Lors des saisons suivantes, Benetton éprouve des difficultés à se hisser au niveau des plus grosses écuries (une seule victoire supplémentaire, pour Alessandro Nannini au GP du Japon 1989), ce qui incite Flavio Briatore, le nouveau directeur de l'écurie anglo-italienne, à recruter le très réputé ingénieur John Barnard à la fin de l'année 1989. Sentant qu'il risque de se faire placardiser par cette arrivée, Byrne décide de quitter Benetton pour rejoindre le constructeur britannique Reynard, qui planche alors sur un projet en F1. Notons toutefois qu'après le départ de Bryne, l'agile Benetton B190 (officiellement conçue par Barnard, mais en grande partie basée sur des travaux déjà bien avancés par Byrne avant son départ) permettra à Nelson Piquet de remporter deux courses et de terminer sur le podium du championnat du monde de Formule 1 1990.

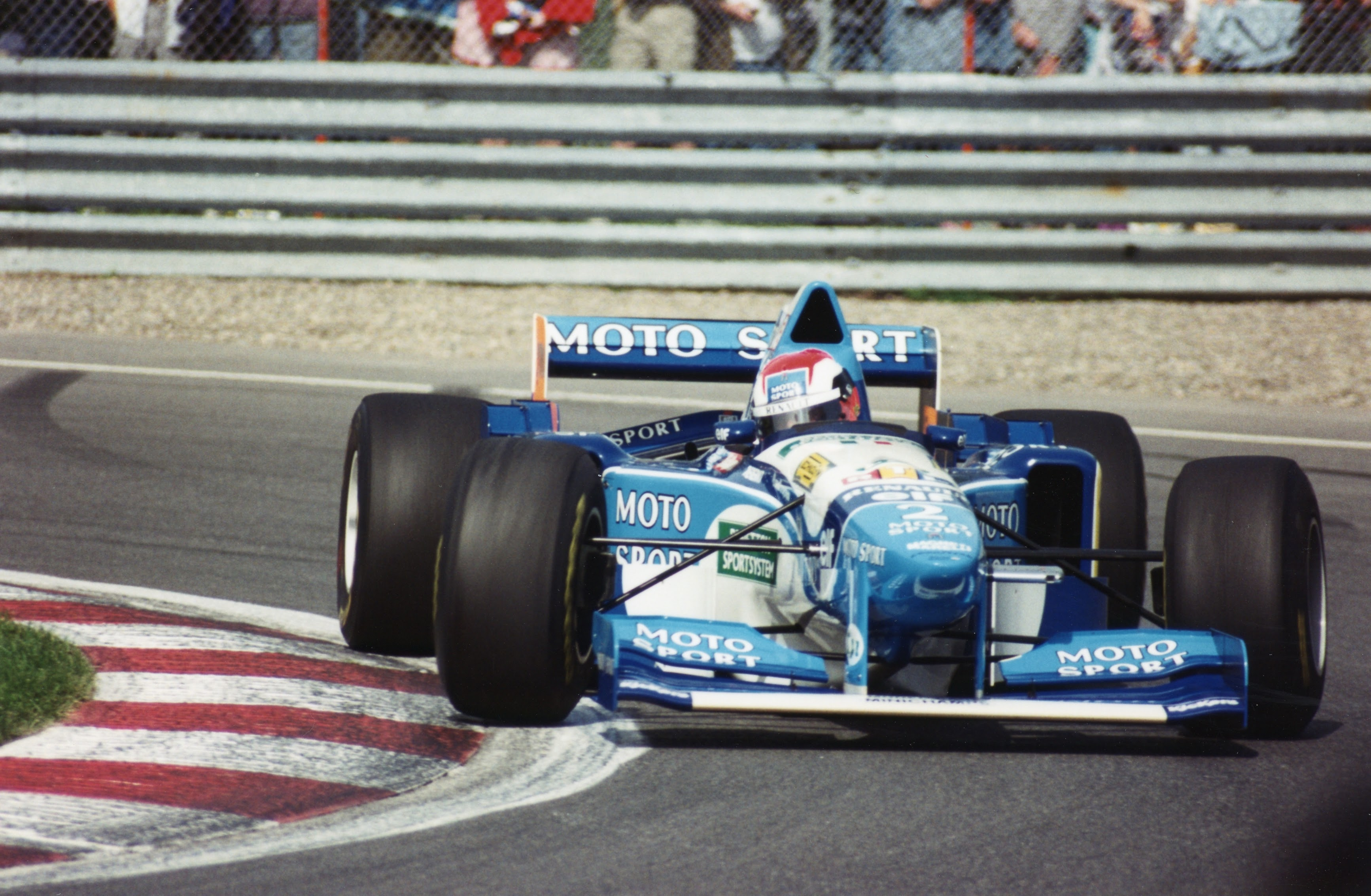
Johnny Herbert en 1995 au volant de la Benetton B195, la première voiture conçue par Byrne à décrocher le titre mondial des constructeurs.

Le projet Reynard ayant avorté (l'équipe Pacific Racing s'appuiera dessus pour effectuer son arrivée en F1 en 1994), Rory Byrne retourne chez Benetton fin 1991, soit 2 ans après son départ. John Barnard parti, il a été remplacé au poste de directeur technique par Ross Brawn. Rory Byrne prend pour sa part le poste de chief designer. Le duo technique Brawn-Byrne, relayé sur la piste par le jeune pilote allemand Michael Schumacher, ne tarde pas à faire décoller l'écurie Benetton, qui remporte le titre mondial des pilotes en 1994, puis réalise le doublé pilote-constructeur en 1995. À l'issue de la saison 1995, Michael Schumacher quitte Benetton pour Ferrari. Si Brawn décide de rester chez Benetton, Byrne estime quant à lui que le moment est venu d'en finir avec le rythme éprouvant de la Formule 1, et, grand passionné de plongée sous-marine, décide de partir s'installer en Thaïlande.

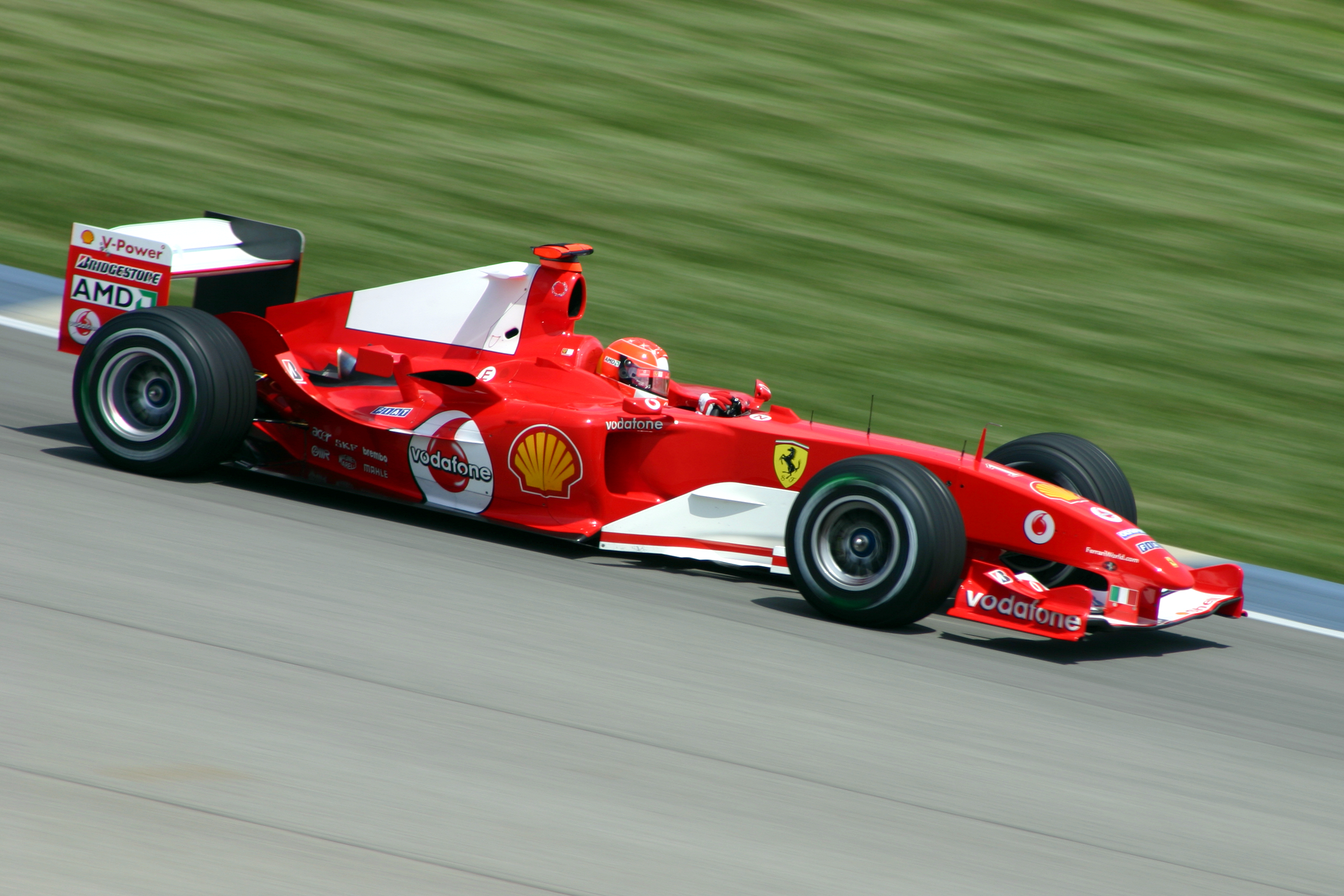
Michael Schumacher sur la Ferrari F2004, l'une des plus grandes réussites de Byrne, victorieuse de 15 GP sur 18 en 2004.

Au cours de la saison 1997, la Scuderia Ferrari (que Brawn vient de rejoindre en qualité de directeur technique, à nouveau pour remplacer John Barnard) fait appel à lui. Byrne ne résiste pas à l'idée de reformer le duo technique gagnant des années Benetton et de retrouver son poste de designer en chef aux côtés de Brawn. Bien que moins médiatisé que Brawn (sa fonction ne l'amène que rarement à se déplacer sur les grands prix et à quitter le bureau d'étude), il va alors devenir l'un des principaux artisans de la formidable domination exercée par la Scuderia Ferrari entre 1999 et 2004 et concrétisée par 6 titres mondiaux des constructeurs, et 5 titres mondiaux des pilotes pour Michael Schumacher.
À l'issue de la saison 2004, il prend un peu de retrait avec la Formule 1, laissant son rôle de chief designer à son bras droit Aldo Costa, pour se contenter d'un rôle de consultant technique. Byrne devait prendre sa retraite fin 2006, mais décide de prolonger sa collaboration avec Ferrari.